# Максимин Трирский
Максимин (умер 12 сентября 346, Пуатье) — святитель, епископ Трира (332—347), память 29 мая.
Св. Максимин был епископом  города Трира (Германия) с 332 года и прославился как чудотворец. Считается, что он родился в Силли (Silly), Франция, и стал епископом Трира после св. Агриция. В 336 году св. Максимин дал пристанище находившемуся в ссылке Афанасию Великому. Св. Павел I Исповедник, патриарх Константинопольский, также оказывался под защитой св. Максимина.  
Св. Максимин проявил себя стойким противником арианской ереси. Он противостоял ей на соборах в Милане, Сардике и Кёльне. Он был известен как убеждённый защитник Православной веры. По словам бл. Иеронима, св. Максимин был одним из наиболее храбрых епископов того времени.
Св. Максимин похоронен у северных ворот Трира, где его св. мощи покоятся вместе с мощами более поздних епископов в крипте храма Иоанна Богослова, переосвящённого впоследствии в монастырь св. Максимина, этот монастырь был разрушен норманнами в 882 году и восстановлен лишь в 1680-е годы. В 1802 году монастырь был секуляризован. Во время Второй мировой войны монастырь, один из старейших в Европе, сильно пострадал во время бомбёжек.
Св. Максимин весьма почитаем в окрестностях Трира и Эльзасе. Его изображают с книгой, храмом в руках, в сопровождении медведя, несущего его багаж. Ему молятся от лжесвидетельства, при потере на море и разрушительных дождях.